# Jamie Selkirk
Jamie Selkirk est un monteur, producteur et acteur néo-zélandais.

## Biographie
Il a remporté l'Oscar du meilleur montage en 2004 pour Le Seigneur des anneaux : Le Retour du roi.

## Filmographie

### Comme monteur
- 1980 : A Woman of Good Character
- 1980 : Squeeze
- 1983 : It's Lizzie to Those Close (TV)
- 1984 : The Silent One
- 1987 : Bad Taste
- 1989 : Les Feebles
- 1991 : Old Scores
- 1992 : Braindead
- 1993 : Typhon's People (TV)
- 1994 : Jack Brown Genius
- 1994 : Créatures célestes (Heavenly Creatures)
- 1996 : Fantômes contre fantômes (The Frighteners)
- 2003 : Le Seigneur des anneaux : Le Retour du roi (The Lord of the Rings: The Return of the King)
- 2005 : King Kong

### Comme producteur
- 1992 : Braindead
- 1994 : Jack Brown Genius
- 1995 : Forgotten Silver (TV)
- 1996 : Fantômes contre fantômes (The Frighteners)
- 1997 : Larger than Life
- 1998 : Wasted
- 1998 : The Making of 'The Frighteners' (vidéo)
- 2002 : Le Seigneur des anneaux : Les Deux Tours (The Lord of the Rings: The Two Towers)
- 2003 : The Long and Short of It
- 2003 : Le Seigneur des anneaux : Le Retour du roi (The Lord of the Rings: The Return of the King)

### Comme acteur
- 1992 : Braindead : Father at Zoo